# Johann Nikolaus Seip
Johann Nikolaus Seip (* 20. Dezember 1724 in Marburg; † 24. September 1789 ebenda) war ein deutscher lutherischer Theologe.

## Leben
Der Sohn des Kaufmanns Heinrich Daniel Seip und dessen Frau Anne Elisabeth, einer Tochter des Marburger Bürgermeisters Johann Nikolaus Rabe, wurde in Wittelsberg vorgebildet. Am 25. November 1738 ging er vom Pädagogium in Marburg ab und bezog am 18. Dezember 1741 die Universität Marburg. Hier besuchte er die Vorlesungen von Johann Joachim Schröder, Nikolaus Wilhelm Schröder, Andreas Böhm und Johann Konrad Spangenberg. Ab 1745 setzte er seine Studien an der Universität Rinteln bei Johann Nicolaus Funck, Friedrich Wilhelm Bierling und Wigand Kahler fort.
1747 ging er an die Universität Jena, um seine theologischen Studien bei Johann Georg Walch, Friedrich Andreas Hallbauer, Joachim Georg Darjes, Georg Erhard Hamberger, Johann Rudolph Engau und Christian Gottlieb Buder fortzusetzen. 1748 kehrte er über Leipzig, Halle (Saale), Erfurt und Göttingen in seine Heimat zurück, wo er am 17. April 1749 den akademischen Grad eines Magisters der Philosophie erlangte.
Danach hielt er Privatvorlesungen an der Marburger Hochschule, wurde 1752 Mitglied der Deutschen Gesellschaft in Göttingen und 1753 Pfarrer in Betziesdorf. 1754 wechselte er als Subdiakon nach Marburg, setzte während jener Zeit seine akademischen Ambitionen fort und wurde am 7. Januar 1760 Superintendent sowie damit verbunden Konsistorialrat. In Marburg errichtete er ein Waisenhaus und blieb bis zum Lebensende der höchste evangelische Dienstherr der Stadt.

## Schriften
- Diss. inaug. de pathologia divina sive de affectibus divinis. Marburg 1749
- Diss. moralis de conversione hominis philosophica. Sectio I. Marburg 1749
- Diss. de conversionis hominis philosophicae mediis, eorum inprimis praerequisita status, explorationem et poenitentiam sistens Sectio II. Marburg 1751
- De cultu Dei mechanico. Marburg 1752
- Die Macht der Beispiele. Marburg 1754 (eine Rede)
- Von der nöthigen Treue eines evangelischen Predigers; eine Antrittsrede bei der Übernehmung der Weide über die Heerde Jesu Christi, 1. Petri 4, 11. Marburg 1754
- Theorie von den Vorhersehungen und Ahndungen der menschlichen Seele, nebst einer practischen Anwendung derselben. Marburg 1755
- Entwürfe heiliger Reden über die Sonn- und Festtäglichen Episteln. Marburg 1759
- Nachricht von einem neu  aufzurichtenden evangelisch-lutherischen  Waisenhause zu Marburg. Marburg 1766
- Zweite Nachricht von dem neu errichteten evangelisch-lutherischen Waisenhause zu Marburg. Marburg 1767
- Eine junge Christin auf ihrem Sterbebette. Marburg 1778 (eine Standrede)